# Xerobiotus xerophilus
Xerobiotus xerophilus är en djurart som tillhör fylumet trögkrypare, och som först beskrevs av Hieronymus Dastych 1978.  Xerobiotus xerophilus ingår i släktet Xerobiotus och familjen Macrobiotidae. Inga underarter finns listade i Catalogue of Life.